# アウルタワー
アウルタワーは、東京都豊島区に所在する52階建ての超高層マンション。「東池袋四丁目第2地区第一種市街地再開発事業」によって再開発され建設された。

## 概要
計画地は戦災復興土地区画整理事業が行われた地域であったが、土地が細分化され木造住宅が多く、立地に相応しい土地利用がなされていない状況にあった。そうしたことから豊島区からのまちづくり提案を機に、1992年5月、地区内の権利者による「考える会」が発足し再開発の検討がスタートした。
当初は組合施行による事業化が検討されたが、経済状況の変化等により計画が変更され、区と準備組合から都市基盤整備公団（現：UR都市機構）へ施行要請が行われ、2002年4月、機構施行市街地再開発事業の地区採択がされ、2004年5月に都市計画決定を経て、2008年2月に着工し、2011年1月に竣工した。
建物は地下2階、地上52階建てで、1階と地下1階には店舗、保育所などが入り、2階から6階は業務施設、7階から52階に住宅が整備され、住宅のうち473戸は市街地再開発事業の保留床取得者であるゴールドクレストが分譲住宅として販売した。
住戸は超高層住宅ならではの眺望を実感できるよう、逆梁工法によるハイサッシの採用と、コーナー部はバルコニーを設けないコーナーサッシの計画とし、将来のメンテナンスや更新性を配慮し、PSやMBは共用廊下側に配したSI対応計画とした。また、パブリックスペースを11階と33階に設け、3箇所で鍵管理を行う3次セキュリティを採用している。
同時に建設された「東池袋地下通路」によって、東京メトロ有楽町線東池袋駅からライズシティ池袋、アウルタワーを経てサンシャインシティとの間が連絡通路で結ばれている。
なお、至近では類似の再開発名称である「東池袋四丁目2番街区地区第一種市街地再開発事業」が着手されている。

## 沿革
- 1996年（平成8年）6月 - 再開発準備組合設立。
- 2004年（平成16年）5月20日 - 都市計画決定。
- 2006年（平成18年）1月10日 - 事業計画認可。
- 2006年（平成18年）11月22日 - 権利変換計画認可。
- 2008年（平成19年）2月 - 着工。
- 2011年（平成23年）1月26日 - 竣工。

## 周辺
- 造幣局東京支局跡 
  - 都電荒川線の向原停留場側に「としまみどりの防災公園(愛称IKE・SUNPARK) 」が2020年7月11日に一部開園し[6]、公園に隣接するURが所有する土地を区が無償で借り受けて、子供向け遊具を集めた公園「としまキッズパーク」を9月26日に開園する[7]。
  - サンシャインシティ側に東京国際大学池袋国際キャンパスが整備中。
- としまエコミューゼタウン（豊島区役所・ブリリアタワー池袋）